# Liste der Schwimmeuroparekorde über 50 Meter Rücken
Die Schwimmeuroparekorde über 50 Meter Rücken sind die besten in der Schwimmdisziplin 50 m Rücken von Europäern geschwommenen Zeiten. Sie werden vom europäischen Schwimmverband LEN anerkannt. Europarekorde werden getrennt für Langbahnen (50 m) und Kurzbahnen (25 m) und getrennt für Männer und Frauen geführt. Im Folgenden wird die Europarekord-Entwicklung seit dem jeweils ersten anerkannten Europarekord aufgelistet.

## Langbahneuroparekorde Männer
| Nr. | Sportler           | Nation                 | Zeit     | Datum             | Ort        |
| --- | ------------------ | ---------------------- | -------- | ----------------- | ---------- |
| 1   | Dirk Richter       | DDR                    | 00:26,44 | 22. Dezember 1982 | Ost-Berlin |
| 2   | Igor Poljanski     | Sowjetunion            | 00:25,90 | 29. Februar 1988  | Moskau     |
| 3   | Franck Schott      | Frankreich             | 00:25,71 | 18. März 1994     | Lille      |
| 4   | Stev Theloke       | Deutschland            | 00:25,66 | 29. Juli 1999     | Istanbul   |
| 5   | Stev Theloke       | Deutschland            | 00:25,63 | 15. Juni 2000     | Berlin     |
| 6   | Stev Theloke       | Deutschland            | 00:25,60 | 06. Juli 2000     | Helsinki   |
| 7   | Thomas Rupprath    | Deutschland            | 00:25,31 | 24. Juli 2001     | Fukuoka    |
| 8   | Stev Theloke       | Deutschland            | 00:25,26 | 25. Mai 2002      | Warendorf  |
| 9   | Thomas Rupprath    | Deutschland            | 00:25,20 | 01. August 2002   | Berlin     |
| 10  | Thomas Rupprath    | Deutschland            | 00:25,00 | 01. August 2002   | Berlin     |
| 11  | Thomas Rupprath    | Deutschland            | 00:24,80 | 27. Juli 2003     | Barcelona  |
| 12  | Liam Tancock       | Vereinigtes Königreich | 00:24,47 | 02. April 2008    | Sheffield  |
| 13  | Liam Tancock       | Vereinigtes Königreich | 00:24,08 | 01. August 2009   | Rom        |
| 14  | Liam Tancock       | Vereinigtes Königreich | 00:24,04 | 02. August 2009   | Rom        |
| 15  | Kliment Kolesnikow | Russland               | 00:24,00 | 04. August 2018   | Glasgow    |
| 16  | Kliment Kolesnikow | Russland               | 00:23,80 | 18. Mai 2021      | Budapest   |

(Diese Liste ist noch unvollständig)

## Langbahneuroparekorde Frauen
| Nr. | Sportler                 | Nation                 | Zeit     | Datum              | Ort         |
| --- | ------------------------ | ---------------------- | -------- | ------------------ | ----------- |
| 1   | Ina Kleber               | DDR                    | 00:29,67 | 22. Dezember 1982  | Ost-Berlin  |
| 2   | Birte Weigang            | DDR                    | 00:29,59 | 18. Dezember 1983  | Ost-Berlin  |
| 3   | Birte Weigang            | DDR                    | 00:29,16 | 18. Dezember 1983  | Ost-Berlin  |
| 4   | Kristin Otto             | DDR                    | 00:29,12 | 22. September 1988 | Seoul       |
| 5   | Sandra Völker            | Deutschland            | 00:29,00 | 22. Mai 1997       | Monte Carlo |
| 6   | Sandra Völker            | Deutschland            | 00:28,78 | 12. Juni 1999      | Monte Carlo |
| 7   | Sandra Völker            | Deutschland            | 00:28,71 | 01. August 1999    | Istanbul    |
| 8   | Nina Zhivanevskaya       | Spanien                | 00:28,69 | 08. April 2000     | Madrid      |
| 9   | Sandra Völker            | Deutschland            | 00:28,25 | 17. Juni 2000      | Berlin      |
| 10  | Janine Pietsch           | Deutschland            | 00:28,19 | 25. Mai 2005       | Berlin      |
| 11  | Anastassija Sujewa       | Russland               | 00:28,05 | 23. März 2008      | Eindhoven   |
| 11  | Sanja Jovanović          | Kroatien               | 00:28,05 | 21. Juni 2008      | Zagreb      |
| 12  | Daniela Samulski         | Deutschland            | 00:27,85 | 25. Juni 2009      | Berlin      |
| 13  | Daniela Samulski         | Deutschland            | 00:27,61 | 26. Juni 2009      | Berlin      |
| 14  | Daniela Samulski         | Deutschland            | 00:27,39 | 29. Juli 2009      | Rom         |
| 15  | Anastassija Sujewa       | Russland               | 00:27,38 | 29. Juli 2009      | Rom         |
| 16  | Daniela Samulski         | Deutschland            | 00:27,23 | 30. Juli 2009      | Rom         |
| 16  | Aljaksandra Herassimenja | Belarus                | 00:27,23 | 27. Juli 2017      | Budapest    |
| 17  | Georgia Davies           | Vereinigtes Königreich | 00:27,21 | 04. August 2018    | Glasgow     |
| 18  | Kira Toussaint           | Niederlande            | 00:27,10 | 10. April 2021     | Eindhoven   |

(Diese Liste ist noch unvollständig)

## Kurzbahneuroparekorde Männer
| Nr. | Sportler           | Nation         | Zeit     | Datum             | Ort           |
| --- | ------------------ | -------------- | -------- | ----------------- | ------------- |
| 1   | Frank Hoffmeister  | BR Deutschland | 00:25,47 | 07. Februar 1987  | Bonn          |
| 2   | Frank Hoffmeister  | Deutschland    | 00:25,43 | 17. März 1991     | Bonn          |
| 2   | Frank Hoffmeister  | Deutschland    | 00:25,43 | 19. März 1991     | Malmö         |
| 3   | Frank Hoffmeister  | Deutschland    | 00:25,24 | 24. März 1991     | Rostock       |
| 4   | Rudi Dollmayer     | Schweden       | 00:25,01 | 22. Januar 1992   | Malmö         |
| 5   | Jani Sievinen      | Finnland       | 00:24,81 | 14. November 1992 | Hyvinkää      |
| 6   | Alexander Popow    | Russland       | 00:24,66 | 13. März 1994     | Desenzano     |
| 7   | Franck Schott      | Frankreich     | 00:24,60 | 27. März 1994     | Paris         |
| 8   | Wladimir Selkow    | Russland       | 00:24,56 | 19. Februar 1995  | Gelsenkirchen |
| 9   | Tomislav Karlo     | Kroatien       | 00:24,52 | 09. Februar 1997  | Paris         |
| 10  | Thomas Rupprath    | Deutschland    | 00:24,41 | 11. Dezember 1998 | Sheffield     |
| 11  | Thomas Rupprath    | Deutschland    | 00:24,13 | 11. Dezember 1998 | Sheffield     |
| 12  | Thomas Rupprath    | Deutschland    | 00:24,03 | 11. November 2001 | Neuss         |
| 13  | Thomas Rupprath    | Deutschland    | 00:23,75 | 30. November 2001 | Rostock       |
| 14  | Thomas Rupprath    | Deutschland    | 00:23,42 | 26. November 2004 | Essen         |
| 15  | Thomas Rupprath    | Deutschland    | 00:23,36 | 27. November 2004 | Essen         |
| 16  | Thomas Rupprath    | Deutschland    | 00:23,27 | 10. Dezember 2004 | Wien          |
| 16  | Aschwin Wildeboer  | Spanien        | 00:23,27 | 11. Dezember 2008 | Rijeka        |
| 17  | Ľuboš Križko       | Slowakei       | 00:23,15 | 12. Dezember 2008 | Rijeka        |
| 18  | Aschwin Wildeboer  | Spanien        | 00:23,14 | 19. Dezember 2008 | Madrid        |
| 19  | Stanislaw Donez    | Russland       | 00:22,94 | 07. November 2009 | Moskau        |
| 20  | Thomas Rupprath    | Deutschland    | 00:22,91 | 27. November 2009 | Essen         |
| 21  | Stanislaw Donez    | Russland       | 00:22,80 | 11. Dezember 2009 | Istanbul      |
| 22  | Stanislaw Donez    | Russland       | 00:22,79 | 11. Dezember 2009 | Istanbul      |
| 23  | Stanislaw Donez    | Russland       | 00:22,76 | 11. Dezember 2009 | Istanbul      |
| 24  | Stanislaw Donez    | Russland       | 00:22,74 | 26. November 2010 | Eindhoven     |
| 25  | Florent Manaudou   | Frankreich     | 00:22,22 | 06. Dezember 2014 | Doha          |
| 26  | Kliment Kolesnikow | Frankreich     | 00:22,11 | 23. November 2022 | Kasan         |

(Diese Liste ist noch unvollständig)

## Kurzbahneuroparekorde Frauen
| Nr. | Sportler           | Nation         | Zeit     | Datum             | Ort           |
| --- | ------------------ | -------------- | -------- | ----------------- | ------------- |
| 1   | Svenja Schlicht    | BR Deutschland | 00:28,91 | 08. Februar 1987  | Bonn          |
| 2   | Sandra Völker      | Deutschland    | 00:28,68 | 07. Dezember 1991 | Gelsenkirchen |
| 3   | Sandra Völker      | Deutschland    | 00:28,59 | 08. Dezember 1991 | Gelsenkirchen |
| 4   | Sandra Völker      | Deutschland    | 00:28,57 | 22. November 1992 | Espoo         |
| 5   | Sandra Völker      | Deutschland    | 00:28,33 | 15. Februar 1993  | Sheffield     |
| 6   | Sandra Völker      | Deutschland    | 00:28,26 | 13. November 1993 | Gateshead     |
| 7   | Sandra Völker      | Deutschland    | 00:27,94 | 19. März 1994     | Gelsenkirchen |
| 8   | Sandra Völker      | Deutschland    | 00:27,86 | 03. Januar 1995   | Hongkong      |
| 9   | Sandra Völker      | Deutschland    | 00:27,77 | 04. Februar 1995  | Paris         |
| 10  | Sandra Völker      | Deutschland    | 00:27,67 | 11. Februar 1995  | Sheffield     |
| 11  | Sandra Völker      | Deutschland    | 00:27,27 | 13. Dezember 1995 | Sheffield     |
| 12  | Ilona Hlaváčková   | Tschechien     | 00:27,06 | 16. Dezember 2001 | Antwerpen     |
| 13  | Janine Pietsch     | Deutschland    | 00:27,00 | 09. April 2006    | Shanghai      |
| 14  | Antje Buschschulte | Deutschland    | 00:26,94 | 18. November 2007 | Berlin        |
| 15  | Janine Pietsch     | Deutschland    | 00:26,92 | 24. November 2007 | Essen         |
| 16  | Sanja Jovanović    | Kroatien       | 00:26,91 | 24. November 2007 | Zagreb        |
| 17  | Sanja Jovanović    | Kroatien       | 00:26,50 | 15. Dezember 2007 | Debrecen      |
| 18  | Sanja Jovanović    | Kroatien       | 00:26,37 | 13. April 2008    | Manchester    |
| 19  | Sanja Jovanović    | Kroatien       | 00:26,23 | 13. Dezember 2008 | Rijeka        |
| 20  | Daniela Samulski   | Deutschland    | 00:26,21 | 14. November 2009 | Berlin        |
| 21  | Sanja Jovanović    | Kroatien       | 00:25,70 | 12. Dezember 2009 | Istanbul      |
| 22  | Kira Toussaint     | Niederlande    | 00:25,60 | 14. November 2020 | Budapest      |
| 22  | Maria Kameneva     | Russland       | 00:25,60 | 24. November 2022 | Kasan         |

(Diese Liste ist noch unvollständig)